# David Jefferies
David Jefferies (* 18. September 1972 in Shipley; † 29. Mai 2003, Isle of Man) war ein britischer Motorradrennfahrer, der seine größten Erfolge bei Straßenrennen erreichte.

## Karriere
Jefferies, dem die Fanszene und die Fachpresse aus seinen Initialen den Spitznamen DJ gab, stammte aus einer Rennfahrerfamilie. Sein Vater Tony Jefferies konnte in den 1970er Jahren die Isle of Man TT gewinnen. Bereits dessen Vater Allan Jefferies war in den 1930er Jahren ein erfolgreicher Trialfahrer. Und auch sein Onkel Nick Jefferies war Sieger bei der Isle of Man. Schon im Alter von sieben Jahren begann er mit dem Motorradfahren; ab seinem vierzehnten Lebensjahr nahm DJ an den ersten Motocrossrennen teil. Ab 1990 verlegte er sich dann auf Straßenrennen. 1993 konnte er die Britische Superstock-1000-Meisterschaft für sich entscheiden. 1993 nahm er sowohl an der Motorrad-Weltmeisterschaft bei den 500ern als auch an der Superbike-Weltmeisterschaft teil. Dies jedoch mit eher mäßigem Erfolg. Er verlagerte seine Aktivitäten auf Straßenrennen. Ab 1996 an nahm er an der TT teil, die er neunmal gewinnen konnte. Jefferies war der erste Pilot, der einen Rundendurchschnitt von über 200 km/h bei der TT fuhr. Beim Training zur TT am 29. Mai 2003 verunglückte Jefferies tödlich. Er stürzte mit über 200 km/h auf einer Ölspur und schlug in eine Mauer am Rande der Rennstrecke. Jefferies galt mit 88 kg Körpergewicht eigentlich als zu schwer für den Rennsport auf Weltklassenniveau. Ihm wurde nachgesagt, sein Gewicht resultiere nicht nur aus seiner Körpergröße von fast 1,90 m, sondern auch aus seiner großen Lebensfreude. Zum hundertjährigen Jubiläum der Tourist Trophy 2007 wurde DJ mit einer 100Pence Briefmarke der Britischen Post geehrt.

## Siegestatistik
| Jahr | Klasse                       | Maschine | Rennen             |
| ---- | ---------------------------- | -------- | ------------------ |
| 1993 | Formel 1                     | Yamaha   | Isle of Man TT     |
| 1999 | Formel 1                     | Yamaha   | Isle of Man TT     |
| 1999 | Senior                       | Yamaha   | Isle of Man TT     |
| 1999 | Production                   | Yamaha   | Isle of Man TT     |
| 1999 | Superbike Rennen 1           | Honda    | Ulster GP          |
| 1999 | 600er                        | Yamaha   | North West 200     |
| 1999 | Superbike Rennen 1           | Yamaha   | North West 200     |
| 1999 | Superbike Rennen 2           | Yamaha   | North West 200     |
| 1999 | Solomotorrad                 | Yamaha   | Macau GP           |
| 2000 | Junior 600                   | Yamaha   | Isle of Man TT     |
| 2000 | Senior                       | Yamaha   | Isle of Man TT     |
| 2000 | Production                   | Yamaha   | Isle of Man TT     |
| 2000 | Superbike Rennen 1           | Yamaha   | Ulster GP          |
| 2000 | Superbike Rennen 2           | Yamaha   | Ulster GP          |
| 2002 | Superstock 1000 Championship | Yamaha   | Nationaler Meister |
| 2002 | Superbike Rennen 1           | Suzuki   | North West 200     |
| 2002 | Formel 1                     | Suzuki   | Isle of Man TT     |
| 2002 | Senior                       | Suzuki   | Isle of Man TT     |
| 2002 | Production 1000              | Suzuki   | Isle of Man TT     |
| 2002 | Production 1000              | Honda    | Ulster GP          |